# Obsjtina Lom
Obsjtina Lom (bulgariska: Община Лом) är en kommun i Bulgarien.   Den ligger i regionen Montana, i den nordvästra delen av landet, 120 km norr om huvudstaden Sofija. Antalet invånare är 24 300. Arean är 52 kvadratkilometer.
Obsjtina Lom delas in i:
- Zamfir
- Kovatjitsa
- Stalijska machala
- Stanevo
- Trajkovo
- Dolno Linevo
- Dobri dol
- Slivata